# Tercera Federación - Grupo III 2022-23
La temporada 2022-23 del Grupo III de la Tercera Federación de fútbol comenzó el 11 de septiembre de 2022 y finalizó el 23 de abril de 2023. Posteriormente se disputó la promoción de ascenso entre el 30 de abril y el 21 de mayo en su fase territorial, y para finalizar en su fase nacional entre el 28 de mayo y el 4 de junio. Se trata de la segunda edición tras la restructuración de las categorías no profesionales por parte de la RFEF a causa de la pandemia global causada por el Coronavirus; y es la quinta categoría a nivel nacional.

## Sistema de competición
Participan dieciséis clubes en un único grupo. Se enfrentan todos contra todos en dos ocasiones -una en campo propio y otra en campo contrario- durante un total de 30 jornadas. El orden de los encuentros se decide por sorteo antes de empezar la competición. La Federación de Fútbol de Cantabria es la responsable de designar las fechas de los partidos y los árbitros de cada encuentro, reservando al equipo local la potestad de fijar el horario exacto de cada encuentro.
Una vez finalizada la competición, el primer clasificado asciende directamente a Segunda Federación y se proclama campeón de Tercera Federación.
Los clasificados entre el segundo y el quinto lugar disputan un Play Off territorial en formato de eliminatorias a doble partido de ida y vuelta. En caso de empate el vencedor de la eliminatoria es el equipo mejor clasificado. El equipo vencedor de este Play Off se clasifica a la Promoción de ascenso a Segunda Federación que tiene carácter de final interterritorial.
Los tres últimos clasificados descendían directamente a Regional Preferente de Cantabria; pero en el mes de mayo y una vez finalizada la temporada se anunció el acuerdo de la ampliación de la categoría, pasando de dieciséis a dieciocho equipos en cada uno de los grupos de Tercera Federación. En el mes de junio la RFEF lo confirmó en una circular, anunciando que las dos plazas vacantes deben ser propuestas por las federaciones territoriales y aprobadas por la RFEF, amparándose en los artículos 119 y 217 del Reglamento General en los que se da prioridad a los equipos que hayan ocupado puestos de descenso en esta categoría.

## Ascensos y descensos
| Pos. | Ascendidos a 2.ª Federación |
| ---- | --------------------------- |
| 1º   | Gimnástica de Torrelavega   |

| Pos. | Descendidos de 2.ª División RFEF |
| ---- | -------------------------------- |
| 14.º | C. D. Cayón                      |
| 15.º | C. D. Tropezón                   |

| Pos. | Ascendidos de Regional Preferente |
| ---- | --------------------------------- |
| 1º   | S. D. Solares-Medio Cudeyo        |
| 2º   | C. D. Revilla                     |
| 3º   | S. D. Gama                        |

| Pos. | Descendidos a Regional Preferente |
| ---- | --------------------------------- |
| 13.º | S. D. Noja                        |
| 14.º | S. D. Barreda Balompié            |
| 15.º | C. D. Colindres                   |
| 16.º | Selaya F. C.                      |

## Equipos

### Listado de equipos
| Equipo                     | Localidad                | Estadio                            | Capacidad |
| -------------------------- | ------------------------ | ---------------------------------- | --------- |
| S. D. Atlético Albericia   | Santander                | Juan Hormaechea                    | 1.000     |
| U. C. Cartes               | Cartes                   | El Ansar                           | 1.500     |
| Castro F. C.               | Castro-Urdiales          | Riomar                             | 1.200     |
| C. D. Cayón                | Sarón                    | Fernando Astobiza                  | 2.700     |
| U. M. Escobedo             | Escobedo de Camargo      | Eusebio Arce                       | 2.000     |
| S. D. Gama                 | Gama                     | Santa María                        | 500       |
| C. D. Guarnizo             | Guarnizo                 | Campos de El Pilar                 | 3.000     |
| C. D. Naval                | Reinosa                  | San Francisco                      | 1.500     |
| C. D. Revilla              | Revilla                  | El Crucero                         | 600       |
| U. D. Sámano               | Sámano                   | Vallegón                           | 1.500     |
| A. D. Siete Villas         | Castillo Siete Villas    | San Pedro                          | 595       |
| S. D. Solares-Medio Cudeyo | Solares                  | La Estación                        | 1.500     |
| S. D. Textil Escudo        | Cabezón de la Sal        | Municipal Juan María Parés         | 1.500     |
| S. D. Torina               | Bárcena de Pie de Concha | Municipal Bárcena de Pie de Concha | 2.000     |
| C. D. Tropezón             | Tanos                    | Santa Ana                          | 1.500     |
| S.R.D. Vimenor C. F.       | Vioño de Piélagos        | La Vidriera                        | 800       |

| At. Albericia Cartes Castro Cayón Escobedo Gama Guarnizo Naval Revilla Sámano Siete Villas Solares-Medio Cudeyo Textil Escudo Torina Tropezón Vimenor |

## Clasificación
| Pos. | Equipo                     | Pts. | PJ | G  | E  | P  | GF | GC | Dif. |                                                                |
| ---- | -------------------------- | ---- | -- | -- | -- | -- | -- | -- | ---- | -------------------------------------------------------------- |
| 1    | C. D. Cayón (A, C)         | 59   | 30 | 16 | 11 | 3  | 59 | 26 | +33  | Ascenso a Segunda Federación y Copa del Rey                    |
| 2    | C. F. Vimenor              | 57   | 30 | 16 | 9  | 5  | 52 | 36 | +16  | Acceso a Promoción de Ascenso a Segunda Federación y Copa RFEF |
| 3    | C. D. Tropezón             | 52   | 30 | 13 | 13 | 4  | 46 | 23 | +23  | Acceso a Promoción de Ascenso a Segunda Federación             |
| 4    | U. M. Escobedo             | 52   | 30 | 16 | 4  | 10 | 50 | 34 | +16  | Acceso a Promoción de Ascenso a Segunda Federación             |
| 5    | S. D. Atlético Albericia   | 52   | 30 | 13 | 13 | 4  | 53 | 34 | +19  | Acceso a Promoción de Ascenso a Segunda Federación             |
| 6    | S. D. Torina               | 49   | 30 | 14 | 7  | 9  | 34 | 20 | +14  |                                                                |
| 7    | C. D. Naval                | 43   | 30 | 12 | 7  | 11 | 26 | 27 | −1   |                                                                |
| 8    | A. D. Siete Villas         | 41   | 30 | 11 | 8  | 11 | 34 | 37 | −3   |                                                                |
| 9    | U. D. Sámano               | 40   | 30 | 9  | 13 | 8  | 39 | 43 | −4   |                                                                |
| 10   | C. D. Revilla              | 33   | 30 | 8  | 9  | 13 | 37 | 44 | −7   |                                                                |
| 11   | C. D. Guarnizo             | 31   | 30 | 7  | 10 | 13 | 27 | 35 | −8   |                                                                |
| 12   | U. C. Cartes               | 31   | 30 | 8  | 7  | 15 | 26 | 46 | −20  |                                                                |
| 13   | Castro F. C.               | 30   | 30 | 6  | 12 | 12 | 33 | 43 | −10  |                                                                |
| 14   | S. D. Solares-Medio Cudeyo | 28   | 30 | 7  | 7  | 16 | 34 | 49 | −15  |                                                                |
| 15   | S. D. Gama (D)             | 26   | 30 | 6  | 8  | 16 | 30 | 58 | −28  | Descenso a Regional Preferente de Cantabria                    |
| 16   | S. D. Textil Escudo (D)    | 24   | 30 | 6  | 6  | 18 | 26 | 51 | −25  | Descenso a Regional Preferente de Cantabria                    |

Actualizado a los partidos jugados el 23 de abril de 2023.
 Fuente: Resultados Fútbol

## Resultados
| Local \ Visitante          | ALB | CAR | CAS | CAY | ESC | GAM | GUA | NAV | REV | SAM | SIV | SOL | TEX | TOR | TRO | VIM |
| -------------------------- | --- | --- | --- | --- | --- | --- | --- | --- | --- | --- | --- | --- | --- | --- | --- | --- |
| S. D. Atlético Albericia   | —   | 4–0 | 0–0 | 2–2 | 2–2 | 4–2 | 1–1 | 2–0 | 1–0 | 5–0 | 3–1 | 2–1 | 2–1 | 0–0 | 1–1 | 2–1 |
| U. C. Cartes               | 1–1 | —   | 2–2 | 1–1 | 5–1 | 1–0 | 2–1 | 1–1 | 2–1 | 2–1 | 0–1 | 2–0 | 1–0 | 0–1 | 0–2 | 2–1 |
| Castro F. C.               | 1–1 | 1–0 | —   | 2–2 | 0–2 | 2–2 | 0–0 | 1–2 | 0–2 | 0–0 | 0–1 | 4–4 | 2–0 | 0–1 | 0–0 | 3–0 |
| C. D. Cayón                | 1–2 | 2–0 | 2–0 | —   | 1–0 | 5–0 | 4–2 | 2–2 | 1–1 | 2–2 | 4–0 | 0–1 | 6–1 | 1–0 | 2–0 | 1–1 |
| U. M. Escobedo             | 3–1 | 3–0 | 4–1 | 1–2 | —   | 7–0 | 2–0 | 2–0 | 2–0 | 0–5 | 1–1 | 1–0 | 3–1 | 2–1 | 0–0 | 1–2 |
| S. D. Gama                 | 3–1 | 0–0 | 1–3 | 1–2 | 1–0 | —   | 0–0 | 2–1 | 2–5 | 1–1 | 1–2 | 0–1 | 2–1 | 1–1 | 1–4 | 1–1 |
| C. D. Guarnizo             | 2–3 | 1–0 | 4–1 | 0–1 | 0–2 | 2–0 | —   | 0–1 | 1–0 | 1–1 | 0–2 | 1–2 | 0–0 | 0–2 | 1–2 | 1–1 |
| C. D. Naval                | 0–1 | 1–0 | 1–2 | 1–0 | 1–0 | 1–0 | 1–0 | —   | 0–1 | 0–0 | 1–1 | 1–2 | 1–0 | 0–0 | 0–0 | 1–0 |
| C. D. Revilla              | 1–1 | 2–1 | 2–1 | 1–2 | 1–2 | 3–0 | 0–1 | 1–4 | —   | 1–1 | 1–1 | 2–2 | 3–2 | 1–4 | 2–0 | 1–3 |
| U. D. Sámano               | 2–2 | 2–1 | 2–2 | 0–4 | 3–1 | 2–2 | 2–2 | 2–0 | 2–0 | —   | 2–0 | 2–1 | 0–0 | 2–0 | 1–1 | 0–2 |
| A. D. Siete Villas         | 1–1 | 5–1 | 2–1 | 2–5 | 0–1 | 0–2 | 0–0 | 1–0 | 0–0 | 0–1 | —   | 3–1 | 3–2 | 0–0 | 0–2 | 1–2 |
| S. D. Solares-Medio Cudeyo | 0–3 | 0–0 | 1–0 | 1–1 | 0–1 | 1–1 | 2–3 | 0–1 | 1–1 | 3–1 | 0–1 | —   | 1–2 | 0–0 | 1–4 | 3–1 |
| S. D. Textil Escudo        | 1–1 | 2–0 | 0–0 | 0–0 | 1–4 | 3–1 | 1–0 | 1–2 | 1–1 | 2–0 | 0–1 | 1–0 | —   | 0–2 | 1–2 | 1–3 |
| S. D. Torina               | 2–1 | 5–0 | 0–1 | 1–2 | 0–0 | 1–2 | 0–1 | 1–0 | 2–1 | 2–0 | 2–1 | 2–1 | 3–1 | —   | 0–1 | 0–1 |
| C. D. Tropezón             | 1–1 | 1–1 | 3–1 | 1–1 | 2–0 | 1–0 | 1–1 | 1–1 | 1–1 | 4–0 | 0–0 | 4–2 | 5–0 | 0–1 | —   | 0–0 |
| C. F. Vimenor              | 3–2 | 3–0 | 2–2 | 0–0 | 3–2 | 2–1 | 1–1 | 3–1 | 3–1 | 2–2 | 3–2 | 4–2 | 1–0 | 0–0 | 3–2 | —   |

## Play Off de Ascenso a Segunda Federación
|  | Semifinales                                          | Semifinales                                          | Semifinales                                          | Semifinales                                          | Semifinales                                          |   |    | Final                                                | Final                                                | Final                                                | Final                                                | Final                                                |  |
|  | 30 de abril de 2023 (ida) 7 de mayo de 2023 (vuelta) | 30 de abril de 2023 (ida) 7 de mayo de 2023 (vuelta) | 30 de abril de 2023 (ida) 7 de mayo de 2023 (vuelta) | 30 de abril de 2023 (ida) 7 de mayo de 2023 (vuelta) | 30 de abril de 2023 (ida) 7 de mayo de 2023 (vuelta) |   |    | 14 de mayo de 2023 (ida) 20 de mayo de 2023 (vuelta) | 14 de mayo de 2023 (ida) 20 de mayo de 2023 (vuelta) | 14 de mayo de 2023 (ida) 20 de mayo de 2023 (vuelta) | 14 de mayo de 2023 (ida) 20 de mayo de 2023 (vuelta) | 14 de mayo de 2023 (ida) 20 de mayo de 2023 (vuelta) |  |
|  |                                                      |                                                      |                                                      |                                                      |                                                      |   |    |                                                      |                                                      |                                                      |                                                      |                                                      |  |
|  |                                                      |                                                      |                                                      |                                                      |                                                      |   |    |                                                      |                                                      |                                                      |                                                      |                                                      |  |
|  | 4º                                                   | U. M. Escobedo                                       | 0                                                    | 0                                                    | 0                                                    |   |    |                                                      |                                                      |                                                      |                                                      |                                                      |  |
|  | 4º                                                   | U. M. Escobedo                                       | 0                                                    | 0                                                    | 0                                                    |   |    |                                                      |                                                      |                                                      |                                                      |                                                      |  |
|  | 3º                                                   | C. D. Tropezón                                       | 2                                                    | 1                                                    | 3                                                    |   |    |                                                      |                                                      |                                                      |                                                      |                                                      |  |
|  | 3º                                                   | C. D. Tropezón                                       | 2                                                    | 1                                                    | 3                                                    |   | 3º | C. D. Tropezón                                       | 0                                                    | 1                                                    | 1                                                    |                                                      |  |
|  |                                                      |                                                      |                                                      |                                                      |                                                      |   | 3º | C. D. Tropezón                                       | 0                                                    | 1                                                    | 1                                                    |                                                      |  |
|  |                                                      |                                                      | 2º                                                   | C. F. Vimenor                                        | 2                                                    | 1 | 3  |                                                      |                                                      |                                                      |                                                      |                                                      |  |
|  | 5º                                                   | Atlético Albericia                                   | 2º                                                   | C. F. Vimenor                                        | 2                                                    | 1 | 3  | 1                                                    | 0                                                    | 1                                                    |                                                      |                                                      |  |
|  | 5º                                                   | Atlético Albericia                                   |                                                      |                                                      |                                                      |   |    | 1                                                    | 0                                                    | 1                                                    |                                                      |                                                      |  |
|  | 2º                                                   | C. F. Vimenor                                        | 1                                                    | 1                                                    | 2                                                    |   |    |                                                      |                                                      |                                                      |                                                      |                                                      |  |
|  | 2º                                                   | C. F. Vimenor                                        | 1                                                    | 1                                                    | 2                                                    |   |    |                                                      |                                                      |                                                      |                                                      |                                                      |  |
|  |                                                      |                                                      |                                                      |                                                      |                                                      |   |    |                                                      |                                                      |                                                      |                                                      |                                                      |  |

## Clasificado para la Copa del Rey
| Bandera de Cantabria |
| C. D. Cayón          |
| 1.º Puesto           |

Nota: Hay posibilidad de que el subcampeón se clasifique a la Copa del Rey si no es un equipo filial.